# はばたくキミへ
「はばたくキミへ」（はばたくきみへ）は、菅原紗由理の6作目のシングル。2012年3月28日にフォーライフミュージックエンタテイメントよりリリースされた。

## 収録内容
1. はばたくキミへ
作詞：菅原紗由理、作曲：YUKI “Jolly Roger”、編曲：JUNKOO・篤志
  - 山口朝日放送「きらり夏2012 第94回全国高等学校野球選手権 山口大会」番組テーマソング
2. サクラ
作詞：菅原紗由理、作曲：若G、編曲：小高光太郎
3. はばたくキミへ （instrumental）
4. サクラ （instrumental）